# Karl Friedrich Hensler
Karl Friedrich Hensler, né le 1er février 1759 à Vaihingen an der Enz et mort le 24 novembre 1825 à Vienne, est un dramaturge et directeur de théâtre autrichien.

## Biographie
Hensler naît en 1759, dans la famille d'un médecin originaire du duché de Wurtemberg. Il étudie à l'Université de Göttingen et s'installe en 1784 à Vienne, où un oncle l'aide à entrer dans la carrière diplomatique.
Karl von Marinelli (de), directeur du théâtre de Leopoldstadt Vienne, monte sa pièce Der Soldat von Cherson, dont la première a lieu le 1er mai 1785 avec succès. Encouragé, Hensler écrit ensuite de nombreuses pièces pour ce théâtre; parmi lesquelles Die Nymphe der Donau et Die Teufelsmühle am Wienerberg,,
Après la mort de Marinelli en 1803, Hensler loue le théâtre de Leopoldstadt et le dirige jusqu'en 1813. Il dirige le Theater an der Wien en 1817, et l'année suivant des théâtres à Pressburg et à Baden. Il fait reconstruire à Vienne le théâtre de Josefstadt qui est inauguré en 1822 avec l'ouverture de Beethoven, composée pour l'occasion, La Consécration de la maison,.
Hensler meurt à Vienne in 1825. Sa fille Josepha von Scheidlin lui succède à la direction du théâtre de Josefstadt.

## Quelques œuvres
- Der Soldat von Cherson, 1785.
- Handeln macht den Mann, oder der Freimaurer, 1785.
- Kasperl der Besenbinder, 1787.
- Kasperls Ehrentag, 1789.
- Das Sonnenfest der Braminen, 1790.
- Marinellische Schaubühne (4 volumi), 1790.
- Kaspar der Schornsteinfeger, 1791.
- Der Orang-Outang oder das Tigerfest, 1792.
- Das Judenmädchen von Prag, oder Kaspar der Schuhflicker, 1792.
- Alles in Uniform für unsern König, 1795.
- Eugenius Skoko, Erbprinz von Dalmatien, rielaborazione di Amleto di Shakespeare, 1798.
- Der Sturm, 1798.
- Das Donauweibchen, 1798.
- Gute Menschen lieben ihre Fürsten, oder die Jakobiner in Deutschland, 1799.
- Die Teufelsmühle am Wienerberg, 1801.
- Die Nymphe der Donau, 1803.